# Fernando Romboli
Fernando Romboli, né le 4 janvier 1989 à Rio de Janeiro, est un joueur de tennis brésilien, professionnel depuis 2007.

## Carrière
Sur le circuit junior, Fernando Romboli a remporté en 2007 le Coffee Bowl, le tournoi d'Offenbach, atteint la finale à la Copa Gerdau et les quarts de finale à Roland-Garros. Ces résultats le font grimper au 3e rang mondial au classement ITF en mars 2007.
En 2011, il atteint la finale du tournoi Challenger de Bucaramanga. En 2015, alors classé 630e mondial, il remporte le tournoi de Cali en étant issu des qualifications. Il s'est en outre imposé à 13 reprises sur le circuit ITF, exclusivement au Brésil.
En 2012, il est suspendu huit mois et demi en raison d'un contrôle positif à deux diurétiques.
Il se spécialise en double à partir de la saison 2018. Dans cette discipline, il a acquis 32 tournois ITF et 14 Challenger, le premier à Recife en 2011. En 2021, il remporte son premier titre ATP à Umag.

## Palmarès

### Titres en double messieurs
| No | Date       | Nom et lieu du tournoi                                       | Catégorie | Dotation  | Surface      | Partenaire           | Finalistes                               | Score    |          |
| -- | ---------- | ------------------------------------------------------------ | --------- | --------- | ------------ | -------------------- | ---------------------------------------- | -------- | -------- |
| 1  | 19-07-2021 | Plava Laguna Croatia Open Umag Umag                          | ATP 250   | 419 470 € | Terre (ext.) | David Vega Hernández | Tomislav Brkić Nikola Čačić              | 6-3, 7-5 | Parcours |
| 2  | 31-03-2025 | Fayez Sarofim & Co. US Men's Clay Court Championship Houston | ATP 250   | 680 140 $ | Terre (ext.) | John-Patrick Smith   | Federico Agustín Gómez Santiago González | 6-1, 6-4 | Parcours |

### Finale en double messieurs
| No | Date       | Nom et lieu du tournoi | Catégorie | Dotation    | Surface      | Vainqueurs                      | Partenaire     | Score    |          |
| -- | ---------- | ---------------------- | --------- | ----------- | ------------ | ------------------------------- | -------------- | -------- | -------- |
| 1  | 18-05-2025 | Hamburg Open Hambourg  | ATP 500   | 2 158 560 € | Terre (ext.) | Simone Bolelli Andrea Vavassori | Andrés Molteni | 6-4, 6-0 | Parcours |

## Parcours dans les tournois duGrand Chelem

### En double messieurs
| 2024 | — | — | 1er tour (1/32) F. Marozsán \|\| style="text-align:left;" \| S. Bolelli A. Vavassori | 1er tour (1/32) L. Darderi \|\| style="text-align:left;" \| K. Krawietz Tim Pütz | 1er tour (1/32) L. Darderi \|\| style="text-align:left;" \| R. Ram J. Salisbury |

N.B. : le nom du partenaire se trouve sous le résultat ; les noms des ultimes adversaires se trouvent à droite.

## Classements ATP en fin de saison
| Année          | 2006 | 2007 | 2008 | 2009 | 2010 | 2011 | 2012 | 2013 | 2014 | 2015 | 2016 | 2017 | 2018 | 2019 | 2020 | 2021 | 2022 | 2023 |
| Rang en simple | 1284 | 1220 | 537  | 376  | 354  | 293  | 296  | 353  | 595  | 300  | 597  | 646  | 1558 | –    | –    | –    | –    | 1214 |
| Rang en double | –    | 941  | 448  | 257  | 365  | 206  | 268  | 254  | 252  | 238  | 277  | 185  | 122  | 104  | 107  | 110  | 137  | 104  |

Source : (en) Classements de Fernando Romboli sur le site officiel de la Fédération internationale de tennis